# Мохаммед Аль-Модіахі
Мохаммед Аль-Модіахі (араб. محمد المضيحكي; нар. 1 червня 1974, Катар) — катарський шахіст, гросмейстер (1998). Визнаний найкращим гравцем століття арабських країн.
1986 року Аль-Модіахі посів четверте місце на чемпіонаті світу до 12 років у Пуерто-Рико, а 1989 року виграв чемпіонат Азії до 16 років.
Аль-Модіахі — неодноразовий переможець і призер Чемпіонату арабських країн з шахів. Він виграв турнір у 1994, 1997 і 2000 роках і розділив перше місце з Хішамом Хамдучі в 2002 році. Брав участь у чотирьох чемпіонатах світу з шахів за кубковою системою (1999, 2000, 2001, 2004).
Від 1988 року Аль-Модіахі виступав за Катар на шахових олімпіадах, з 1990 року — на першій шахівниці. Граючи за слабку команду і тому виступаючи проти не найсильніших супротивників, Аль-Модіахі двічі показував найкращий результат на першій шахівниці (1996 і 1998). При цьому в 1996 році, ще бувши міжнародним майстром, Аль-Модіахі випередив Гаррі Каспарова, який став другим.
Аль-Модіахі перебуває в шлюбі з китайською шахісткою, екс-чемпіонкою світу, Джу Чен. Вони познайомилися 1994 року в Малайзії, в 2002 році — одружилися.

## Зміни рейтингу
| На цьому місці має відображатися графік чи діаграма, однак з технічних причин його відображення наразі вимкнено. Будь ласка, не видаляйте код, який викликає це повідомлення. Розробники вже працюють для того, щоби відновити штатне функціонування цього графіка або діаграми. | |
| | На цьому місці має відображатися графік чи діаграма, однак з технічних причин його відображення наразі вимкнено. Будь ласка, не видаляйте код, який викликає це повідомлення. Розробники вже працюють для того, щоби відновити штатне функціонування цього графіка або діаграми. |